# Cayey
Cayey – miasto w środkowej części Portoryko w aglomeracji San Juan. Zostało założone w 1773. Jest siedzibą gminy Cayey. Według danych szacunkowych na rok 2000 liczy 47 370 mieszkańców. Burmistrzem miasta jest Hon. Rolando Ortíz Velázquez.